# The Code
The Code – amerykański serial telewizyjny (dramat prawniczy) wyprodukowany przez Forward Movement, Berlanti Productions oraz Warner Bros. Television, którego twórcami są Craig Sweeny i Craig Turk. Serial był emitowany od 9 kwietnia 2019 roku do 22 lipca 2019 roku przez CBS.
Pod koniec lipca 2019 roku stacja ogłosiła anulowanie serialu po jednym sezonie.
Fabuła serialu opowiada o pracy prawników służących w amerykańskim wojsku.

## Obsada

### Główna
- Luke Mitchell jako kapitan John "Abe" Abraham[3]
- Dana Delany jako Colonel Glenn Turnbull[4]
- Anna Wood jako Maya Dobbins[5]
- Ato Essandoh jako major Trey Ferry[5]
- Raffi Barsoumian jako Warrant Officer Carlton Prickett[6]
- Phillipa Soo jako porucznik Harper Li[7]
- Jeff Wincott jako generał Carrick

## Odcinki
| Sezon | Odcinki | Oryginalna emisja w CBS | Oryginalna emisja w CBS |
| Sezon | Odcinki | Premiera sezonu         | Finał sezonu            |
| ----- | ------- | ----------------------- | ----------------------- |
| 1     | 12      | 9 kwietnia 2019         | 22 lipca 2019           |

### Sezon 1 (2019)
| Nr | Tytuł             | Reżyseria       | Scenariusz               | Premiera w CBS   |
| -- | ----------------- | --------------- | ------------------------ | ---------------- |
| 1  | Blowed Up         | Marc Webb       | Craig Turk, Craig Sweeny | 9 kwietnia 2019  |
| 2  | P.O.G             | Guy Ferland     | Craig Sweeny             | 15 kwietnia 2019 |
| 3  | Molly Marine      | Holly Dale      | Kendall Sherwood         | 22 kwietnia 2019 |
| 4  | Back on the Block | Steve Adelson   | Mimi Won Tetjemtom       | 29 kwietnia 2019 |
| 5  | Maggie's Drawers  | John Polson     | Nathan Alexander         | 6 maja 2019      |
| 6  | 1st Civ Div       | John Behring    | Josh Fialkov             | 13 maja 2019     |
| 7  | Above the Knee    | Thomas Carter   | Anthony Swofford         | 20 maja 2019     |
| 8  | Lioness           | Jann Turner     | Hope Mastras             | 3 czerwca 2019   |
| 9  | Smoke-Pit         | Ron Fortunato   | Kaycee Felton-Lui        | 1 lipca 2019     |
| 10 | Secret Squirrel   | Sarah Boyd      | Jovan Robinson           | 8 lipca 2019     |
| 11 | Don and Doff      | Eric Laneuville | Michael Angeli           | 15 lipca 2019    |
| 12 | Legit Bad Day     | Craig Sweeny    | Craig Sweeny             | 22 lipca 2019    |

## Produkcja
W lutym 2018 roku ogłoszono, że Phillipa Soo wcieli się w rolę porucznika Harper Li. W kolejnym miesiącu obsada powiększyła się o Ato Essandoh, Anne Wood oraz  Raffia Barsoumiana.
12 maja 2018 roku stacja CBS zamówiła serial na sezon telewizyjny 2018/2019.
W sierpniu 2018 roku poinformowano, że Luke Mitchell i Dana Delany dołączyli do obsady.